# Jászkisér
Jászkisér là một thành phố thuộc hạt Jász-Nagykun-Szolnok, Hungary. Thành phố này có diện tích 130,11 km², dân số năm 2010 là 5317 người, mật độ 41 người/km².